# Norddeutsche Reederei H. Schuldt
Die Norddeutsche Reederei H. Schuldt (NRS) war eine deutsche Reederei mit Sitz in Hamburg.

## Unternehmen
Die Reederei betrieb Befrachtung, Besatzungs- und technisches Schiffsmanagement für eigene Schiffe und im Auftrag Dritter. Sie gehörte zur Unternehmensgruppe Norddeutsche Vermögen von Bernd Kortüm.
Im Jahr 2014 beschäftigte die NRS etwa 100 Mitarbeiter an Land und circa 2.500 auf See. Die Reederei betrieb 70 Containerschiffe in der Größenordnung zwischen circa 1.200 und 8.800 TEU sowie zwei Massengutfrachter.

## Geschichte
1868
Heinrich Ferdinand Johannes Schuldt, geboren am 10. Juni 1840 in Hamburg, gründete am 5. Januar 1868 in Flensburg ein „Schiffsbefrachtungs-, Clarirungs-, Commissions- & Speditions-Geschäft“, aus dem sich in den nächsten Jahrzehnten das auch überregional führende Befrachtungsunternehmen entwickelte. Seine Karriere als Reeder startete H. Schuldt 1875 mit einer Beteiligung am Bramsegelschoner Minna. 1881 bezog er das erste eigene Geschäftshaus und bestellte im folgenden Jahr das erste Dampfschiff (circa 1.200 Tonnen). 1896 erfolgte die Gründung der Flensburger Dampfercompanie AG und der Versicherungsagentur Herm. Schuldt.
1900
Um 1900 bestand die Schuldt-Flotte aus 23 Schiffen, die mit einer Gesamttragfähigkeit von circa 55.000 Tonnen in der weltweiten Trampfahrt beschäftigt war. Mit Einsetzen der Frachtenbaisse wurde 1905 die Ozean-Dampfer AG und damit – für fast ein Jahrhundert – die Linienfahrt im Hause H. Schuldt ins Leben gerufen. Mit stark dezimierter Flotte wurde nach dem Ersten Weltkrieg die Kombifahrt mit circa 30 Passagierplätzen für zwei Jahrzehnte ein neuer Schwerpunkt.
Nachdem der Flensburger Hafen stark an Bedeutung verloren hatte, wurde der Firmensitz 1933 nach Hamburg verlegt und Liniendienste in den Mittelmeerraum eingerichtet. 1937 erfolgte mit der Gründung der „Fruchtreederei Harald Schuldt & Co.“ der Einstieg in die Kühlschifffahrt. Nach dem Zweiten Weltkrieg und dem Verlust aller elf Schiffe begann der Neuaufbau mit einer Buslinie Hamburg – Ostseebäder und einem Küstenmotorschiff. Bald folgten Liniendienste in die Levante, dann auch nach Kuba, Mexiko und an die amerikanische Ostküste. Bis 1984 wurde auch die Kühlschifffahrt fortgesetzt.
Mit der erfolgreichen Zusammenarbeit mit auf Schiffsfinanzierungen spezialisierten Emissionshäusern entstand bei H. Schuldt bis in die Mitte der 1990er Jahre eine Flotte von acht modernen Containerschiffen in Größen zwischen 1.000 und 3.500 TEU. 1992 bezog das Unternehmen sein neues Domizil am Brooktor 11 im Hamburger Freihafen.
2000
Im Jahr 2000 wurde das Unternehmen, die Fruchtreederei Harald Schuldt & Co. KG , an die Norddeutsche Reederei-Beteiligungsgesellschaft veräußert und beide Unternehmen zum 30. Juni 2002 als Norddeutsche Reederei H. Schuldt GmbH & Co. KG vereinigt. Im März 2005 bezog die Reederei das Gebäude Rolandsbrücke 4 in der Hamburger Altstadt. Mitte 2007 übernahm die Norddeutsche Reederei H. Schuldt die in Rendsburg ansässige Reederei Karl Schlüter, mit der bereits seit vielen Jahren eine enge Geschäftsbeziehung gepflegt wurde. Mitarbeiter und Flotte wurden 2011 in die Norddeutsche Reederei H. Schuldt integriert.
Im Oktober 2018 unterzeichneten die Norddeutsche Vermögen-Gruppe und V.Group einen Vertrag, der die Eingliederung der Norddeutsche Reederei H. Schuldt in die V.Group vereinbarte. Der Reedereibetrieb der Norddeutschen Reederei H. Schuldt wurde 2019 als V.Ships (Hamburg) in die V.Group integriert.